# Vuillafans
Vuillafans é uma comuna francesa na região administrativa de Borgonha-Franco-Condado, no departamento de Doubs. Estende-se por uma área de 6,14 km². Em 2010 a comuna tinha 743 habitantes (densidade: 121 hab./km²).